# Maria Luisa Gatti Perer
Maria Luisa Gatti Perer (Torino, 3 novembre 1928 – Cesano Maderno, 29 gennaio 2009) è stata una storica dell'arte italiana.
La studiosa ha avuto un ruolo centrale nello studio e nella valorizzazione dell'arte lombarda.

## Biografia
Si laurea in storia dell'arte all'Università degli Studi di Milano con Paolo D'Ancona e consegue il diploma di conservatorio in pianoforte. Comincia ad insegnare Storia della critica dell'arte all'Università Cattolica del Sacro Cuore nel 1963, dove ottiene la prima cattedra italiana di Storia dell'arte lombarda. All'Università Cattolica insegna anche come libero docente prima e come docente ordinario fino al 2004 Storia dell'arte moderna Storia dell'architettura e Iconografia e iconologia. Nel 2004 viene nominata Professore Emerito di Storia dell'arte moderna. Sempre all'Università Cattolica è direttore della Scuola di Perfezionamento e poi di Specializzazione in Storia dell'arte.
Nel 1955 fonda la rivista "Arte Lombarda" e nel 1967 fonda l'Istituto per la Storia dell'Arte Lombarda. Organizza convegni, mostre e pubblicazioni. Tra i convegni Duomo di Milano (1968), sul Neoclassicismo a Como (1980) sull'Umanesimo in Lombardia (1981 e 1985), Masolino e la Lombardia (1984), Pellegrino Tibaldi (1987); Bramante a Milano (1986), Barocco lombardo e Barocco europeo (1990), Metodologia della ricerca, in onore di Eugenio Battisti (1991) l'Atlante del Barocco in Italia Settentrionale (2003). Tra le mostre Gerusalemme celeste (1983) e le due esposizioni dedicate a Via Torino (1986 e 1991). Ha curato i volumi sulla sede milanese dell'Università Cattolica (1990), su Sant'Ambrogio (1995) e San Marco (1998) a Milano, il Santuario di Saronno (1996), il Palazzo Arese Borromeo di Cesano Maderno (1999).
Il suo lavoro di ricerca si concentra sui Sacri Monti, i fondi di disegni architettonici lombardi, le opere d'arte lombarda presso i musei stranieri, la produzione artistica dell'età borromaica e gli altari barocchi. Gli studi che ha condotto sul complesso agostiniano di Santa Maria Incoronata hanno permesso il recupero dell'unica biblioteca quattrocentesca sopravvissuta a Milano (1980). Il suo contributo allo studio dell'arte lombarda è centrale e - insieme alla rivista "Arte Lombarda" e all'Istituto per la Storia dell'Arte Lombarda - la studiosa ha il merito di contribuire a far conoscere una produzione artistica storicamente meno valorizzata rispetto a quella fiorentina, romana e veneta.

## Opere principali
- Introduzione alla storia dell'arte, con I. Montani Mononi, E. Wakayama, Milano, Ediz. La Rete 1972[5].
- La Chiesa di San Marco in Milano, Silvana Editoriale 1999.
- Il Palazzo Arese Borromeo a Cesano Maderno, Edizioni Isal 1999.
- Carlo Giuseppe Merlo Architetto, Edizioni Isal 1996.
- La chiesa e il convento di S. Ambrogio della Vittoria a Parabiago, Milano, Ediz. La Rete 1966.
- La Basilica di S. Ambrogio. Il tempio ininterrotto, Vita e Pensiero 1995.

## Onorificenze
È stata membro dell'Accademia di San Carlo. Le è stato conferito l'Ambrogino d'oro.